# فيليب أوروكوتا
فيليب أوروكوتا (بالإسبانية: Felipe Orucuta)‏ مواليد 13 أكتوبر 1985 في سيوداد لوبيز ماتيوس، ولاية مكسيكو، المكسيك، هو ملاكم محترف مكسيكي يصنف ضمن فئة وزن الذبابة.

## المسيرة الاحترافية
من نزالاته:
- خسر أمام عمر أندريس نارفايس (19-09-2014).
- خسر أمام عمر أندريس نارفايس (25-05-2013).
- انتصر على جوليو سيزار ميراندا بالضربة الفنية القاضية (08-09-2012).

## إحصائيات
خاض خلال مسيرته 34 نزالا، فاز في 31 ولم يتعادل وخسر في 3. فاز بالضربة القاضية في 25 نزالا.

## روابط خارجية
- فيليب أوروكوتا على موقع بوكس ريك (الإنجليزية) (registration required)